# Доза випромінювання
Доза випромінювання - в радіаційній безпеці, фізиці та радіобіології - величина, що використовується для оцінки ступеня впливу іонізуючого випромінювання на будь-які речовини, живі організми та їх тканини.

## Експозиційна доза
Основна характеристика взаємодії іонізуючого випромінювання із середовищем – це іонізаційний ефект. Кількісна міра, заснована на величині іонізації сухого повітря при нормальному атмосферному тиску, що досить легко піддається вимірювання, отримала назву експозиційна доза .
Експозиційна доза - це відношення сумарного електричного заряду іонів одного знаку, утворених після повного гальмування в повітрі електронів та позитронів, вивільнених або породжених фотонами в елементарному обсязі повітря, до маси повітря в цьому обсязі.
У міжнародній системі одиниць (СІ) одиницею вимірювання експозиційної дози є кулон, поділений на кілограм (Кл/кг). Позасистемна одиниця – рентген (Р). 1 Кл/кг = 3876 Р.

## Поглинена доза
При розширенні числа відомих видів іонізуючого випромінювання і сфер його застосування виявилося, що міра впливу іонізуючого випромінювання на речовину не піддається простому визначенню через складність і різноманітність процесів, що протікають при цьому. Важливим з них, що дає початок фізико-хімічним змінам в речовині, що опромінюється і що призводить до певного радіаційного ефекту, є поглинання енергії іонізуючого випромінювання речовиною. Внаслідок цього виникло поняття поглинена доза. Вона показує, яка кількість енергії випромінювання поглинена в одиниці маси речовини, що опромінюється і визначається ставленням поглиненої енергії іонізуючого випромінювання до маси поглинаючої речовини.
За одиницю вимірювання поглиненої дози в системі СІ прийнято вважати грей (Гр). 1 Гр - це така доза, при якій масі 1 кг передається енергія іонізуючого випромінювання в 1 джоуль. Позасистемною одиницею поглиненої дози є рад. 1 Гр = 100 рад.

## Еквівалентна доза (біологічна доза)
Вивчення окремих наслідків опромінення живих тканин показало, що при однакових поглинених дозах різні види радіації здійснюють неоднаковий біологічний вплив на організм . Зумовлено це тим, що більш важка частка (наприклад протон) виробляє на одиниці довжини шляху тканини більше іонів, ніж легка (наприклад електрон ). При одній і тій же поглиненій дозі радіобіологічний руйнівний ефект тим вищий, чим щільніша іонізація, створювана випромінюванням . Щоб зважити на цей ефект, введено поняття еквівалентної дози . Еквівалентна доза розраховується шляхом множення значення поглиненої дози на спеціальний коефіцієнт - коефіцієнт випромінювання, що враховує відносну біологічну ефективність різних видів радіації.
Одиницею вимірювання еквівалентної дози СІ є зіверт (Зв). Величина 1 Зв дорівнює еквівалентній дозі будь-якого виду випромінювання, поглиненої в 1 кг біологічної тканини і створює такий же біологічний ефект, як і поглинена доза в 1 Гр фотонного випромінювання. Позасистемною одиницею вимірювання еквівалентної дози є бер (до 1954 року - біологічний еквівалент рентгена, після 1954 року - біологічний еквівалент рада  ). 1 Зв = 100 бер.

## Ефективна доза
Ефективна доза (E) — величина, яка використовується як міра ризику виникнення віддалених наслідків опромінення всього тіла людини та окремих її органів і тканин з урахуванням їхньої радіочутливості. Вона представляє суму вироблення еквівалентної дози в органах і тканинах на відповідні зважувальні коефіцієнти.
Одні органи і тканини людини більш чутливі до дії радіації, ніж інші: наприклад, при однаковій еквівалентній дозі виникнення раку в легенях ймовірніше, ніж у щитоподібній залозі, а опромінення статевих залоз особливо небезпечне через ризик генетичних ушкоджень. Тому дози опромінення різних органів та тканин людини слід враховувати з різним коефіцієнтом, який називається зважувальним коефіцієнтом тканини . Помноживши значення еквівалентної дози на відповідний зважувальний коефіцієнт і підсумувавши їх по всіх тканинах і органах, отримаємо ефективну дозу, що відображає сумарний ефект для організму . Зважувальні коефіцієнти встановлюють емпірично та розраховують таким чином, щоб їхня сума для всього організму становила одиницю.
Одиниці вимірювання ефективної дози збігаються з одиницями вимірювання еквівалентної дози. Вона також вимірюється в зівертах чи берах .
Очікувана ефективна доза E(τ) — доза внутрішнього опромінення від радіонуклідів, що надійшли в організм людини  . Час опромінення людини такими радіонуклідами визначається періодами їхнього напіврозпаду та біологічного утримування в організмі і може становити багато місяців і навіть років . Для цілей регулювання повний період накопичення дози встановлюється рівним 50 років для дорослої людини або, якщо оцінюється доза для дітей, до досягнення 70 років. При оцінці річної дози очікувана ефективна доза підсумовується ефективною дозою від зовнішнього опромінення за цей же період  .
Ефективна та еквівалентна дози — це унормовані величини, тобто величини, що є мірою шкоди (урону) від впливу іонізуючого випромінювання на людину. На жаль, вони не можуть бути безпосередньо виміряними. Тому в практику введені операційні дозиметричні величини, що однозначно визначаються через фізичні характеристики поля випромінювання в точці, максимально можливо наближених до унормованих. Основною операційною величиною є амбіентний еквівалент дози (синоніми – еквівалент амбіентної дози, амбієнтна доза).
Амбієнтний еквівалент дози Н*(d) — еквівалент дози, який був створений у кульовому фантомі МКРЕ (міжнародної комісії з радіаційних одиниць) на глибині d (мм) від поверхні по діаметру, паралельному напрямку випромінювання, у полі випромінювання, що ідентично розглядається за складом, флюенсу та енергетичному розподілу, але моноспрямованому та однорідному, тобто амбіентний еквівалент дози Н*(d) — це доза, яку отримала б людина, якби вона знаходилася на місці, де проводиться вимір. Одиниця амбіентного еквівалента дози - зіверт (Зв).

## Групові дози
Підрахувавши індивідуальні ефективні дози, отримані окремими людьми, можна дійти до визначення колективної дози — суми індивідуальних ефективних доз у цій групі людей за певний проміжок часу. Колективну дозу можна підрахувати для населення окремого села, міста, адміністративно-територіальної одиниці, держави тощо. Її одержують шляхом множення середньої ефективної дози на загальну кількість людей, які перебували під впливом випромінювання. Одиницею вимірювання колективної дози є людино-зіверт (люд. -Зв.), позасистемна одиниця — людино-бер (люд. — бер). Колективна доза може накопичуватися протягом тривалого часу, навіть не одного покоління, а охоплюючи наступні покоління.
Крім того, виділяють такі дози:
- порогова — доза, нижче за яку не відзначені прояви даного ефекту опромінення.
- запобіжна — прогнозована доза внаслідок радіаційної аварії, яка варто попередити захисними заходам.
- подвоююча — доза, яка збільшує вдвічі (або на 100%) рівень спонтанних мутацій . Така доза обернено пропорційна відносному мутаційному ризику .
- мінімально летальна — мінімальна доза випромінювання, що викликає загибель всіх опромінених об'єктів.

## Допустимі та смертельні дози для людини
Мілізіверт (мЗв) часто використовується як міра дози при медичних діагностичних процедурах ( рентгеноскопія, рентгенівська комп'ютерна томографія тощо).
Відповідно до норм радіаційної безпеки України: Радіаційний захист від джерел потенційного опромінення (НРБУ-97/Д-2000), затверджених постановою головного державного санітарного лікаря України 12 липня 2000 року (№ 116) слід не допускати перевищення річної ефективної дози поточного опромінення критичної групи населення  (0,01 мЗв*рік ) та колективної річної ефективної дози поточного опромінення 1 люд.-Зв.
Середньосвітова доза опромінення від рентгенологічних досліджень, накопичена на душу населення за рік, дорівнює 0,4 мЗв, однак у країнах з високим рівнем доступу до медобслуговування (більше одного лікаря на 1000 осіб населення) цей показник зростає до 1,2 мЗв  .
Опромінення від інших техногенних джерел значно менше:
- 0,005 мЗв від радіонуклідів, що залишилися від атмосферних ядерних випробувань
- 0,002 мЗв від Чорнобильської катастрофи
- 0,001 мЗв від аварії на Першій Фукусімській АЕС
- 0,0002 мЗв від ядерної енергетики.

Середньосвітова доза опромінення від природних джерел, накопичена душу населення протягом року, дорівнює 2,4 мілі-Зв, з розкидом від 1 до 10 м Зв  . Основні компоненти:
- 0,4 мЗв - від космічних променів (від 0,3 до 1,0 мЗв, залежно від висоти над рівнем моря);
- 0,5 мЗв - від зовнішнього гамма-випромінювання (від 0,3 до 0,6 мЗв, залежно від радіонуклідного складу оточення - ґрунту, будматеріалів тощо);
- 1,2 мЗв внутрішнього опромінення від атмосферних радіонуклідів, що інгалюються, головним чином радону (від 0,2 до 10 мЗв, залежно від місцевої концентрації радону в повітрі);
- 0,3 мЗв внутрішнього опромінення від інкорпорованих радіонуклідів (від 0,2 до 0,8 мЗв, залежно від радіонуклідного складу харчових продуктів та води).

### Дози, які отримує персонал у промисловості
- 5-10 мЗв/рік - середня доза, що отримується персоналом на АЕС з реакторами ВВЕР-1000, що працюють з джерелами іонізуючих випромінювань.
- 20 мЗв/рік - допустима доза щорічного опромінення персоналу АЕС, що не порушує вимоги НРБ-99.
- 50 мЗв/рік - допустима доза щорічного опромінення персоналу АЕС в СРСР, США та Японії.
- 200 мЗв - разова доза, яку можна отримати при виконанні радіаційнонебезпечних робіт з подальшим усуненням працівника від роботи з іонізуючим випромінюваннями.
- 266 мЗв/рік - доза, що отримується космонавтами на борту МКС .
- 511 мЗв/рік - доза, яку отримуватимуть космонавти на поверхні Місяця.

### Смертельні та небезпечні дози
При одноразовому рівномірному опроміненні всього тіла та ненадання спеціалізованої медичної допомоги смерть внаслідок гострої променевої хвороби настає у 50 % випадків  :
- при дозі 3-5 Гр через пошкодження кісткового мозку протягом 30-60 діб;
- 10 ± 5 Гр через пошкодження шлунково-кишкового тракту та легень протягом 10—20 діб;
- > 15 Гр через пошкодження нервової системи протягом 1-5 діб.

## Потужність дози
Потужність дози (інтенсивність опромінення) – збільшення відповідної дози під впливом даного випромінювання за одиницю часу. Має розмірність відповідної дози (поглиненої, експозиційної тощо), поділену на одиницю часу. Допускається використання різних спеціальних одиниць (наприклад: Зв/година, бер/хв, мЗв/рік тощо.

## Зведена таблиця одиниць вимірювання
| Фізична величина                            | Позасистемна одиниця  | Одиниця SI                           | Перехід від позасистемної одиниці до одиниці SI |
| ------------------------------------------- | --------------------- | ------------------------------------ | ----------------------------------------------- |
| Активність нукліда в радіоактивному джерелі | Кюрі (Кі)             | Бекерель (Бк)                        | 1 Кі = 3.7 × 10 Бк                              |
| Експозиційна доза                           | Рентген (Р)           | Кулон/кілограм (Кл/кг)               | 1 Р = 2,58 × 10−4 Кл/кг                         |
| Поглинена доза                              | Рад (рад)             | Грей (Дж/кг)                         | 1 рад = 0,01 Гр                                 |
| Еквівалентна доза                           | Бер (бер)             | Зіверт (Зв)                          | 1 бер = 0,01 Зв                                 |
| Потужність експозиційної дози               | Рентген/секунда (Р/с) | Кулон/кілограм (в) секунду (Кл/кг·с) | 1 Р/c = 2.58 × 10−4 Кл/кг·с                     |
| Потужність поглиненої дози                  | Рад/секунда (Рад/с)   | Грей/секунда (Гр/с)                  | 1 рад/с = 0.01 Гр/c                             |
| Потужність еквівалентної дози               | Бер/секунда (бер/с)   | Зіверт/секунда (Зв/с)                | 1 бер/c = 0.01 Зв/с                             |
| Інтегральна доза                            | Рад-грам (Рад·г)      | Грей-кілограм (Гр·кг)                | 1 рад·г = 10 −5 Гр·кг                           |